# 古埃及墓葬习俗
古埃及人拥有一套细致繁复的墓葬习俗并相信这是确保他们死后永生所必要的。这套墓葬仪式和程序包括木乃伊制作，念魔咒超度亡灵以及他们认为死后生活所需的特殊墓葬品一起下葬。这些古埃及人采用的墓葬习俗也随时代不断演进，一些老的被摈弃，新的被采纳。但是墓葬过程中几个重要的环节一直被沿用。尽管具体的细节随着时间的推移被改变，但是所涉及的制作木乃伊，神奇的仪式以及墓葬品的准备都是一个特有的埃及葬礼的基本组成部分。

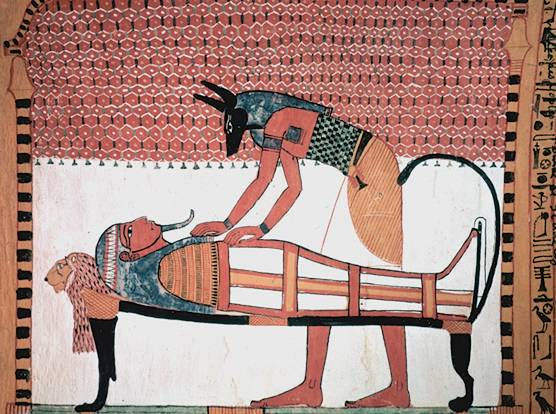

## 墓葬习俗形成原因
人死之后有必要原封不动的保存他的身体，因为这样死后灵魂才有一个归依之所。浅葬在热沙之中经常会形成天然干尸。但是一旦躯体被搁置在墓室中，反而很快就腐烂了。于是古埃及人采用制成木乃伊的方法防止身体腐烂。

## 木乃伊制作过程
虽然对古埃及人制作木乃伊的确切过程无案可稽，但是在一些历史文献中可以找到阿庇斯圣牛是如何被制成木乃伊的相关记载,希腊历史学家希罗多德的记述，再加上一些现存木乃伊的彻底检查结果，使得如今的学者们能从中推断出最有可能的木乃伊制作过程。
木乃伊制作的基本步骤: 把身体平放在一块平坦的木板上，在腹部开一道口子。在高等级的精细制作过程中，这道工序可能会由戴着胡狼面具的祭司来操刀（胡狼面具代表阿努比斯，古埃及神话中木乃伊之神和墓地的护卫者）。然后用棕榈酒将身体内外清洗。移除肺，肝脏，肠和胃，分别制成木乃伊，随后放入卡诺皮克罐中。心脏通常留在体内不做任何处理，因为古埃及人相信这是一个人灵魂的基本载体。古埃及人不承认大脑的认知功能，所以在弄断分隔鼻腔和颅腔的细骨之后，他们会移除大脑。然后把一柄钩状铁棒沿着鼻腔直插入颅腔，用力搅动脑髓直至变为液体状，然后顺着鼻腔使之流出。接着用亚麻布擦净颅腔，再将树脂灌入脑中，藉以密封固定內部。
用棕榈酒再次洗净体腔和被摘除的肺，肝脏，肠及胃。随后把身体埋进泡碱粉末中长达40天之久，胸腔内也用多包泡碱粉末填满。泡碱使含有高盐浓度的身体脱水，并防止身体细菌滋长且腐化。
然后用层层亚麻布条把木乃伊包裹起来，涂抹焦油或树脂籍以密封固定身体。接着把具有有魔法护身作用的护身符插入裹尸布中，据说是保护身体防止邪灵入侵，帮助灵魂顺利抵达永生之境。完成整个过程需要七十天时间，这之后，木乃伊被送回死者家里准备下葬。

## 墓葬仪式和葬礼祭文
身体被制成木乃伊之后，需要由一位祭师重新使之象征性的重新复活。开口仪式由一位祭师进行，他将念诵咒文，并用仪式用的横刀刨斧-一块铜片或石片触碰木乃伊或石棺。这个仪式是确保木乃伊在永生之境里能呼吸能说话。在一个类似的仪式中，祭师念咒使木乃伊的手，腿和其他身体部分复苏。
除了开口仪式，古埃及人也会选用某种葬礼祭文伴随他们进入永生之境。大多数葬礼祭文包括各种各样的咒语以及如何顺利抵达永生之境的指南。在旧王国时期，只有法老才有资格拥有那些被学者门称之为金字塔文的咒文，金字塔文是葬礼中使用的各种咒语，帮助法老进入永生之境。法老尤那是第一个寻求各种咒语庇护的人，因为只有他和他的少数继任者把这些符咒刻在他们金字塔的墓室壁上。
在第一中间王朝以及中王国时期，一些金字塔文咒文也出现在高级官员的墓葬室中以及许多棺材上，至此它们开始演变为学者们所称的棺木文。在这段时期，贵族和许多非皇族埃及人开始采用葬礼祭文，这些祭文后来演化为知名的死亡之书。新王国时期，任何埃及人只要能买得起死亡之书的，就能顺利抵达永生之境,凭借死亡之书中的各种符咒,旅程中每一次试练的回答语以及奥西里斯面前接受最后的审判的相关指导。

## 随葬品
从埃及历史的最早期起，所有的埃及人都至少会选择一些他们认为前往永生之境有用的东西一同下葬。至少说来，通常包括每天生活必需品，如碗，梳子，其他小物件以及食物。较富有的埃及人会带着珠宝，家具以及贵重物品下葬，但这也使他们自己成为盗墓者的目标。
当墓葬习俗在旧王国形成时，富人们以木棺椁下葬，并且放入较多各式各样的贵重物品。从第一中间王朝开始，木棺成为普遍的殓葬品。这些木头棺材上经常刻有死者期望在永生之境继续过的每日生活。同时，一种矩形棺木成为当时的标准模式，被漆成亮漆，并且包括祭祀惯用语。

### 沙波缇雕象精选
在新王国时，一些旧的墓葬习俗发生了变化。例如，类人猿形的棺木成为当时的标准模式，并且棺内还放入了沙波缇雕象，埃及人认为这种雕像将替代他们在永生之境劳作。在之后的墓葬里，沙波缇雕象的数量越来越多,在一些墓室中,竟多达四百多个。